# M1ガーランドに関連する作品の一覧

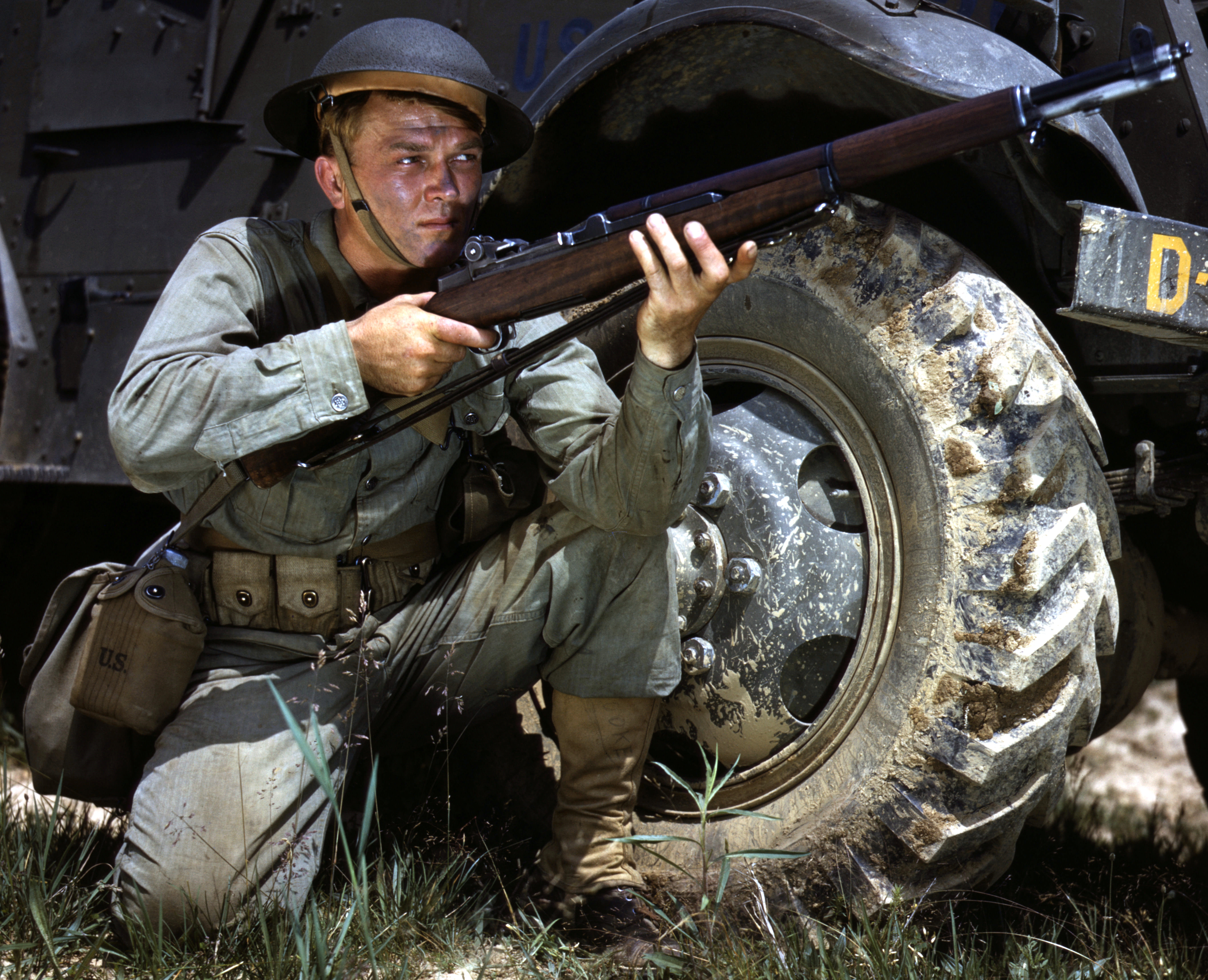
M1ガーランドを構えるアメリカ陸軍兵士

M1ガーランドに関連する作品の一覧（M1ガーランドにかんれんするさくひんのいちらん）は、アメリカ合衆国で開発された半自動小銃、M1ガーランドおよび、その派生型に関連する作品の一覧である。
M1ガーランドは、第二次世界大戦から朝鮮戦争時までのアメリカ軍の主力小銃であったことや、初期の陸上自衛隊をはじめとする世界中の軍隊で使用されていたことから、主に昭和期に制作もしくは昭和期を舞台にした作品に数多く登場している。

## 映画・テレビドラマ
『99年の愛〜JAPANESE AMERICANS〜』
第442連隊戦闘団の兵士が使用。
『アメリカン・スナイパー』
『硫黄島からの手紙』
アメリカ海兵隊が全般に渡って使用する他、日本軍の捕虜を射殺する際にも使用する。
『グラン・トリノ』
主人公ウォルト・コワルスキーが、朝鮮戦争従軍時のものを退役後も自宅で所持・使用。
『高地戦』
韓国軍が全編に渡って使用。
『ゴジラ』
防衛隊が所持している。
『コンバット!』
『コンフェッション』
『ザ・パシフィック』
第2章で、アメリカ陸軍第23歩兵師団のものが箱詰めの状態で登場。開封した海兵隊員からは「俺達のは使い古しなのに」と愚痴られる。
『最後の弾丸』
オーストラリア国防軍の兵士スタンレー・ブレナンが仲間が使っていたM1Cを拾って使用。
『地獄の7人』
ローズ大佐が使用。リアサイトの調整シーンがある。
『史上最大の作戦』
『ジョーズ』
『シン・レッド・ライン』
ガダルカナル島戦で登場。連射が可能なアメリカ兵のM1ガーランドと、ボルト操作が必要な日本兵の三八式歩兵銃の差がわかるように描かれている。
『真珠湾からの帰還』
『空飛ぶ広報室』
第1話にて、防衛省内で訓練する儀仗隊が所持。
『ダークナイト』
ジョーカー達がパレードのシーンで使用。
『太平洋の奇跡 -フォックスと呼ばれた男-』
米軍兵士が使用。
『チェ 28歳の革命』
『チェ 39歳別れの手紙』
革命軍・政府軍両軍の主力火器として登場。
『地球防衛軍』
防衛隊が、侵攻するモゲラに対して発砲する。演習時の映像を使用しているらしく、伏射や一斉射撃などの一連の動きが登場する。
『父親たちの星条旗』
アメリカ海兵隊が全般に渡って使用。
『ハクソー・リッジ』
米軍兵士が使用。
『バンド・オブ・ブラザース』
全般に渡って米軍兵士が使用。
『フューリー』
全般に渡って米軍兵士が使用。
『プライベート・ライアン』
米軍兵士全般が使用。
『ブラザーフッド』
韓国軍兵士全般が使用。

## アニメ・漫画
『HELLSING』
ミレニアム所属の吸血鬼、バレンタイン兄弟の兄ルークがアーカードと戦う際にソードオフモデルを2丁持ちで使用する。
『あおざくら 防衛大学校物語』
防衛大学校のドリル部が使用。
『ククルカン 史上最大の作戦』
連合王国（ノインツェーン）陸軍の歩兵銃。
『放課後アサルト×ガールズ』
突撃兵（アサルト）の基本装備。素人でもインストールした知識で操作可能。
『呪術廻戦』

## 小説
『遙かなる星』
第三次世界大戦によりアメリカ合衆国が崩壊した世界にて、大戦終結後の旧合衆国東部を支配する武装勢力「東軍」の兵士らが所持している。
『引き金を引く時シリーズ』
ロンが.308 NATO弾口径に改造したオリジナルモデルを使用。

## ゲーム
『Alliance of Valiant Arms』
『Fallout: New Vegas』
「ディス・マシン（This Machine）」「バトルライフル」という名称で登場。
『HIDDEN & DANGEROUS 2』
『Mafia 2』
『Operation Darkness』
『Paperman』
『surviv.io』
レア武器の一つ。イベントを除いて、補給物資などから出る。
『Return to Castle Wolfenstein』
『WarRock』
『Wolfenstein: Enemy Territory』
『寄生ジョーカー』
「ライフル」として登場。
『コール オブ デューティシリーズ』
『CoD』
アメリカ軍のセミオートマチックライフルとして登場する。
『CoD:UO』
米軍のセミオートマチックライフルとして登場する。
『CoD:FH』
米軍のセミオートマチックライフルとして登場する。
『CoD2』
米軍・イギリス軍のセミオートマチックライフルとして登場する。
『CoD2:BRO』
米軍のセミオートマチックライフルとして登場する。
『CoD3』
米軍のセミオートマチックライフルとして登場する。
『CoD:WaW』
米軍の小銃として登場する。銃剣や小銃擲弾を装着可能。
『CoD:BO』
ゾンビモードでのみ使用可能。
『CoD:BO3』
「MX Garand」の名称で近代化改修を施したものが登場する。
『CoD:AW』
マルチプレイでのみ登場。
『CoD:WWII』
米軍のセミオートマチックライフルとして登場する。
『スナイパーエリートV2』
DLC「St. Pierre」を導入することでM84 スコープを装着したM1Dが使用可能になる。
『戦場のカルマ』
『トータル・タンク・シミュレーター』
米国のライフル兵が8発クリップのものを装備。
『バトルフィールドシリーズ』
『BF1942』
アメリカ海兵隊の小銃として登場する。
『BF1943』
米海兵隊小銃兵の装備として登場する。
『BFBC2』
全兵科で使用可能な武器として登場する。実銃とは違い、クリップに弾が残っている状態でもリロードが可能。
『BFV』
突撃兵の武器として登場。
『フォートナイト』
レアリティーコモン、アンコモン、レアのインファントリーライフルとして登場。
『ブラザー イン アームズシリーズ』
『Papers, Please』
Day23日にEZICの使者から貰う。
『メダル・オブ・オナーシリーズ』
『メタルギアソリッド ピースウォーカー』
M1CおよびM21が登場。